# Zvonko Pižir
Zvonko Pižir (Gornja Stubica, 1955.), hrvatski slikar naive.

## Životopis
Završio je srednju školu, prometni smjer. Petnaestak godina radio je u inozemstvu s poduzećem "Monting" na energetskim postrojenjima. 
Slikanjem, u stilu naive se počeo baviti s petnaest godina i 1974. godine priredio je svoju prvu samostalnu izložbu. Slika u tehnici ulja na staklu, ulja na platnu i akvarelirane grafike. 
Izlagao je na dvjestotinjak skupnih izložbi. Do danas je ostvario četrdeset i dvije samostalne izložbe u Hrvatskoj i inozemstvu. Od 1988. godine slikanjem se bavi profesionalno.
Član je Društva naivnih likovnih umjetnika Hrvatske, Likovne radionice Lipa, i Zlatarske palete.
Do sada je održao 45 samostalnih izložbi.

## Važnije samostalne izložbe
- 1974. - Gornja Stubica, Galerija Lipa
- 1987. - Greoux, Chateau Greoux
- 1988. - Zlatar, Galerija Izvornih Umjetnosti
- 1988. - Dubrovnik, Galerija Dubrava
- 1989. - Bregstadt, Norveška, Galeria Regitze
- 1990. - Toronto, Kanada, Hrvatski kulturni centar Norval
- 1991. - Marseille, Francuska, Galerie de-la Catedrale
- 1992. - Zagreb, Galerija Miroslav Kraljević
- 1993. - London, Engleska, The Actors Institute Gallery
- 1994. - Zagreb, Muzej Mimara
- 1994. - Mainz, Njemačka, Kastel Kunstkeller Galerie
- 1996. - Bern, Švicarska, Galerie Kursaal
- 2000. - Marija Bistrica, Galerija Svetišta MBB
- 2003. - Zabok, Dvorac Gjalski
- 2007. - Zagreb, Galerija Mirko Virius
- 2013. - Innsbruck, Austria, In-In Art Gallery

O njegovim djelima kritički su se do sada osvrnuli dr Antun Bauer, prof. Juraj Baldani, prof. Josip Depolo, muzeologica Goranka Horjan i prof. Stanko Špoljarić.

## Vanjske poveznice
- www.zvonkoslikar.blogspot.com
- www.zvonko-p.net
- www.zvonko-pizir.weebly.com